# Cyanotis angusta
Cyanotis angusta är en himmelsblomsväxtart som beskrevs av Charles Baron Clarke. Cyanotis angusta ingår i släktet Cyanotis och familjen himmelsblomsväxter. Inga underarter finns listade.